# Kanion Colca

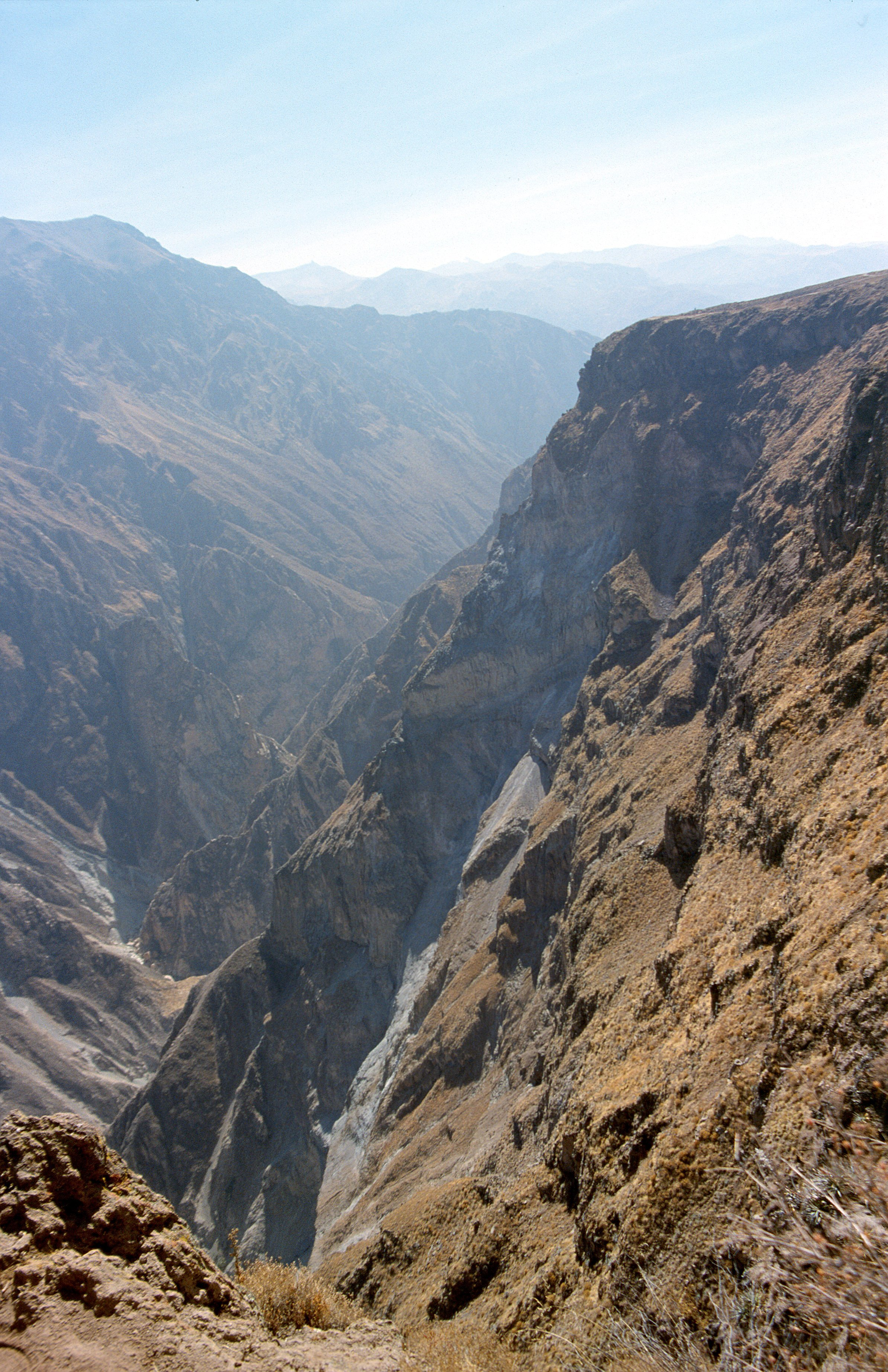
Widok na kanion Colca

Kanion Colca – kanion rzeki Colca w regionie Arequipa, w Peru. Znajduje się około 100 km na północny zachód od miasta Arequipa.
Kanion, którego ściany wznoszą się z lewej strony na ponad 3200 m nad poziom rzeki, zaś z prawej – na 4200 m, według niektórych źródeł jest uważany za najgłębszy kanion na Ziemi (jest dwa razy głębszy od Wielkiego Kanionu Kolorado w USA). Kanion ma długość 120 kilometrów. Różnica poziomów między jego wlotem (3050 m n.p.m.) a wylotem (950 m n.p.m.) wynosi 2100 m. Dno kanionu przypomina krajobraz księżycowy, pokryty głazami i pozbawiony jakiejkolwiek roślinności.
Pierwsze przepłynięcie kanionu kajakiem nastąpiło w 1981 roku. Dokonali tego Polacy: Andrzej Piętowski (kierownik wyprawy) i Piotr Chmieliński – kajakarze, Jerzy Majcherczyk – kapitan pontonu, Stefan Danielski i Krzysztof Kraśniewski – załoga pontonu, Jacek Bogucki – filmowiec, Zbigniew Bzdak – fotograf z krakowskiego klubu kajakowego AGH „Bystrze” podczas wyprawy kajakowej Canoandes '79, wpisane zostało w 1984 roku do Księgi Rekordów Guinnessa. Uczestnicy wyprawy nadali w Kanionie Colca kilka nazw, zatwierdzonych następnie przez Instytut Geograficzny w Peru, np. Wodospady Jana Pawła II, Kanion Polaków czy Kanion Czekoladowy. Uczestnicy wyprawy nie zdołali jednak spenetrować górnego odcinka kanionu o długości 20 km, o nazwie Cruz del Condor. Rzeka Rio Colca gwałtownie rozbijająca się na głazach górnego odcinka ma tam zbyt niski poziom wody, więc nie można było w tym miejscu użyć kajaków czy pontonu. Spływ rozpoczęli 18 maja, a zakończyli – 12 czerwca. W czwartym dniu wyprawy, przy ataku na jedno z bystrzy, kajak Andrzeja Piętowskiego uległ uszkodzeniu uniemożliwiającemu dalsze płynięcie. Kierownik wyprawy dokończył ją na pontonie. Ze zdobywcami kanionu Colca spotkał się prezydent Peru Fernando Belaúnde Terry.
W sierpniu 2008 kolejna polska wyprawa, organizowana przez członków gliwickiego Akademickiego Klubu Turystycznego „Watra”, przebyła część kanionu od mostu łączącego Madrigal-Pinchollo do biwaku przed wodospadem Polonia. Odkryto gorące źródła (nazwane na cześć klubu AKT Watra) oraz wodospad Polonia. W tym samym czasie tę samą część kanionu przebyła grupa polsko-amerykańsko-peruwiańska Colca Condor 2008 pod kierownictwem Jerzego Majcherczyka. Wyprawę zorganizowaną przez AKT Watra opisuje książka Krzysztofa Mrozowskiego W uścisku żywiołów. El Condor Rio Colca.